# Ilia Vinogradski
Israel Ilia Vinogradski (în rusă Илья Виноградский; n. 23 februarie 1867, Iarova, raionul Soroca, Republica Moldova – d. 25 ianuarie 1910) a fost un nobil basarabean și ofițer naval rus, participant al răscoalei boxerilor (1899-1901) și al războiului ruso-japonez (1904-1905).

## Biografie
S-a născut în satul Iarova (acum în raionul Soroca, Republica Moldova) din ținutul Soroca, gubernia Basarabia, Imperiul Rus. În 1884, a fost înscris la Școala Navală, pe care a absolvit-o la 29 septembrie 1887 cu atribuirea gradului de miciman și includerea în echipa a 8-a navală.
În 1888 a navigat în Orientul Îndepărtat în calitate de șef de gardă pe vaporul „Nijni Novgorod”. În anii 1889-1890 a navigat pe canoniera „Sivuci”. În 1890-1891, a fost ofițer superior de navigație și șef de gardă pe canoniera „Manciur”.
La 6 septembrie 1891 a fost transferat în Flota Baltică. În anii 1893-1895, în calitate de șef de gardă al crucișătorului „General-Admiral”, a participat la campania escadrilei rusești în Statele Unite pentru a participa la cea de-a 500-a aniversare a descoperirii Americii. La 1 ianuarie 1894 a fost avansat la gradul de sublocotenent.
În 1896 a comandat vaporul „Onega”. În anii 1897-1899 a fost în mod constant în călătorii de afaceri, participând la lucrările comisiei anti-ciumă. În decembrie 1899, a fost numit adjutant al general-amiralului și marelui duce Alexei Alexandrovici.
În timpul răscoalei boxerilor din 1900-1901, a comandat torpilorul Nr. 205 și participat la o expediție militară terestră în Manciuria.
La 20 august 1901, s-a întors la Sankt Petersburg unde a fost numit șef al bărcii „Kit”, ulterior iahtului general-amiralului „Strela”.
În perioada 2-6 iunie 1904, în timpul războiului ruso-japonez, a comandat un detașament de distrugătoare al Flotilei siberiene în operațiunea de raid de la Hakodate, iar pe 15 iunie, într-o operațiune de recunoaștere în portul Wonsan. A luat parte la scufundarea corăbiilor de transport japoneze „Ansei-Maru”, „Hakiman-maru” și „Seiei-maru”. La 20 mai 1904, a fost avansat la gradul de căpitan al gradului II, iar la 21 iunie 1904, a fost numit ofițer superior al crucișătorului „Gromoboi”. La 29 septembrie 1904, a fost decorat pentru curajul de care a dat dovadă în bătălia de la Ulsan.
La 17 noiembrie 1905, a fost ales membru al Dumei provizorii din Vladivostok. Ulterior fost demis din funcția de adjutant al amiralului general și numit în funcția de comandant al distrugătorului „Strașnîi”, primul detașament de miniere din Marea Baltică.
La 28 decembrie 1909 a fost avansat la gradul de căpitan de rangul I.
Un cap din golful Ussuriisk îi poartă numele în prezent.

## Distincții
- 1896: Medalia de argint „În comemorarea domniei împăratului Alexandru al III-lea” și Ordinul „Saxa-Coburg” al Casei Saxe-Ernestine de gradul I
- 1897: Medalia de bronz „Pentru muncile efectuate în timpul recensământului rusesc din 1897” și Ordinul siamez „al Coroanei”, gradul IV
- 1898: Ordinul „Sf. Ana” de gradul III și medalia de argint „În pomenirea sacrei încoronări a Majestăților lor imperiale”
- 1899: Ordinul „Sf. Vladimir”, gradul IV, și a primit Ordinul Stelei Buhara, gradul II
- 1900: Ordinul persan „al Leului și Soarelui” de gradul II
- 1901: Medalia „În memoria evenimentelor militare din China din 1900-1901” și o sabie de aur cu inscripția „Pentru curaj”
- 1902: Ordinul francez al „Legiunii de onoare” a Crucii Cavaliere și Ordinul japonez „al Soarelui Răsare”, gradul V
- 1903: Ordinele prusace „al Coroanei” de gradul III și Ordinul „Mecklenburg-Schwerin”
- 1904: Ordinul Sf. Stanislav, gradul II, Ordinul „Sf. Gheorghe”, gradul IV și două săbii ale Ordinului „Sf. Vladimir”, gradul IV
- 1907: Ordinul „Sf. Anna”, gradul II